# Белое (озеро, Алматинская область)
Белое — озеро в Балхашском районе Алматинской области Казахстана. Находится в 34 км к юго-западу от с. Караой.
По данным топографической съёмки 1956 года, площадь поверхности озера составляет 11,8 км². Наибольшая длина озера — 6,4 км, наибольшая ширина — 3,6 км. Длина береговой линии составляет 20,2 км, развитие береговой линии — 1,08. Озеро расположено на высоте 343 м над уровнем моря.
По данным обследования 2015 года, площадь поверхности озера составляет 2,23 км². Максимальная глубина — 2,80 м, объём водной массы — 1,92 млн м³, общая площадь водосбора — 18,3 км². Высота над уровнем моря — 338 м.

## Гидрография
Озеро Белое относится к Или-Балхашскому бассейну и расположено в дельте реки Или, где имеется большое число озер и разливов, которая в 80 км от озера Балхаш в восточной её части образует Жиделийские разливы. Характерной особенностью гидрографии системы Жидели является растекание воды через большое количество боковых проток по территории дельты. В своих низовьях протоки Жидели образуют единую систему озер. Из системы Жидели вода стекает в озеро Балхаш через протоки, а также непосредственно через заросли тростника.
В настоящее время около 90 % стока реки Или в озеро Балхаш осуществляется через систему Жидели.